# Xie Xingfang
Xie Xingfang (Guangzhou, 24 de janeiro de 1991) é uma jogadora de badminton chinesa. medalhista olímpica, e ex-número 1 da modalidade.[carece de fontes?]

## Carreira
Xie Xingfang representou seu país nos Jogos Olímpicos de Verão de 2008 conquistando a medalha de prata, no individual feminino.